# Eagle (périodique)
Pour les articles homonymes, voir Eagle.
Eagle est un magazine hebdomadaire britannique de bandes dessinées pour la jeunesse, publié à l'origine de 1950 à 1969, puis réédité de 1982 à 1994.

## Origines
La revue est fondée par Marcus Morris, un prêtre anglican du Lancashire. Morris édite à l'origine un magazine paroissial intitulé The Anvil, mais il trouve que le message de l'église n'était pas transmis de manière efficace. Désabusé par la littérature pour enfant de son époque, il crée avec l'aide de Frank Hampson, dessinateur et collaborateur au magazine The Anvil, une bande dessinée pour enfant incarnant les valeurs chrétiennes. Après avoir, sans succès, proposé l'idée à différents journaux britanniques de la rue Fleet, Hulton Press accepte de lancer l'idée de bande dessinée.
Après une campagne publicitaire d'envergure, le premier numéro sort en avril 1950. Révolutionnaire tant dans sa présentation que par son contenu, avec une couverture en couleur présentant Dan Dare, Pilot of the Future, la bande dessinée phare de Frank Hampson, il est un énorme succès : le premier numéro se vend à 900 000 exemplaires. On peut y découvrir les bandes dessinées Riders of the Range et P.C. 49, et le magazine compte également une partie actualité et une page sportive. Chaque numéro présente en double page centrale et en couleur le plan technique d'une machine. Un club des adhérents est créé, permettant d'avoir accès à un certain nombre de privilèges et de produits dérivés.

## Des BD franco-belges à la sauce britannique
Eagle et ses imitateurs ultérieurs tels que Lion (1952-1974), Tiger (1954-1985), The Valiant (1962-1976) sont proches des hebdomadaires franco-belges de l'époque, à savoir des séries à suivre présentées sur une ou deux pages, quelques informations de type culturel et quelques gags ici et là.
Eagle offre une certaine ouverture sur le monde et propose à ses lecteurs des héros qui ne sont pas uniquement britanniques. Nous sommes dans une approche à l'opposé avec d'autres hebdomadaires qui naîtront un peu plus tard comme The Victor ou Hornet qui ne retiennent que des héros britanniques voire australiens ou canadiens, exceptionnellement américains.
Eagle est davantage "européen". C'est dans cette revue qu'est d'ailleurs publiée  pour la première fois Tintin en anglais (1951).
Parmi ses personnages "étrangers" on remarque Heros, the Spartan (1962) de Frank Bellamy dont les aventures ont été rééditées en 2013. On trouve également Luck of the Legion (1952-1961), cette légion là étant notre légion étrangère pour des aventures situées pas seulement dans le Maghreb mais aussi en Afrique Noire (South of Senegal) ou même aux Indes (Earthquake Island).
Parmi les autres personnages on remarquera Jack O'Lantern (1954-59) série de cape et d'épée, Jeff Arnold, western assez classique ou encore Blackbow, western qui l'est moins puisque le héros est un Cheyenne, des bandes d'aventures contemporaines comme Storm Nelson, à connotation policière comme P.C. 49.
Il y a bien sûr des bandes dessinées à vocation éducatives qui retracent la vie de grands hommes comme Nelson (The Great Sailor), Lincoln (Lincoln of America), The Great Charlemagne, The Baden-Powell Story, etc. Toutefois à la différence des Histoires de l'Oncle Paul dans Spirou ou de leurs équivalent dans Tintin, il ne s'agit pas de biographies en récits complets mais bel et bien d'histoires à suivre.
Mais bien sûr le héros phare de la revue, son personnage emblématique celui qui fait la couverture est Dan Dare.

## Un modèle efficace
Toutes ces bandes sont de qualité, on peut d'ailleurs le constater puisque Pilote qui sera créé en octobre 1959 n'hésitera pas à reprendre Frazer l'Africain de George Beardmore et Frank Bellamy ou encore Le Monde perdu tiré du roman de Conan Doyle et dessiné par Martin Aitchison.
De même le fameux Pilotorama qui illustrait en page centrale qui un château-fort, une centrale électrique, un plateau de télévision, n'était jamais qu'une reprise de ce qui existait déjà dans Eagle, à ceci près que dans la revue britannique ces coupes illustrées ne faisaient que la moitié supérieure de la page, la moitié inférieure étant prise par une série.

## La renaissance
En mars 1982 et jusqu'en janvier 1994 la revue reparaît sur 505 numéros. Si Dan Dare fait toujours partie des séries présentes, toutes les autres ont disparu et sont remplacées par d'autres au caractère plus science-fictionnel ou de super-héros comme The Mask, The Loner, Kitten Magee, Doomlord ou Computer Warrior. En 1988, la revue Battle Picture Weekly est fusionné avec Eagle.
Deux exceptions notables toutefois Charlie's War qui a fait l'objet d'une adaptation française (La Grande Guerre de Charlie)  et Johnny Red dont l'action se déroule lors de la Seconde Guerre Mondiale. Fait original, la troisième aventure (Angels over Stalingrad) se passe en 1943 sur le front de l'Est côté soviétique.